# Stanisława Kuszelewska-Rayska
Stanisława Kuszelewska-Rayska ps. Elżbieta (ur. 24 grudnia 1894 w Biskupicach Szlacheckich na Wołyniu, zm. 24 stycznia 1966 w Londynie) – pisarka, tłumaczka literatury, harcerka, żołnierz Polskiej Organizacji Wojskowej i Armii Krajowej.

## Życiorys
Stanisława Kuszelewska urodziła się 24 grudnia 1894 r. w Biskupicach Szlacheckich na Wołyniu. Była córką Edwarda Kuszelewskiego i Emilii Bohomolec. W wieku kilkunastu wraz z rodzicami przeniosła się do Warszawy, gdzie po raz pierwszy zetknęła się ze skautingiem. W 1911 r. zdała maturę w kolegium humanistycznym, a w 1912 r, wstąpiła do harcerstwa polskiego i rozpoczęła studia z agronomii. Po wybuchu I wojny światowej, w latach 1914–1915 pracowała jako pielęgniarka w Szpitalu Dzieciątka Jezus, a następnie jako siostra chirurgiczna w szpitalu miejskim dla żołnierzy frontowych.
Po wkroczeniu Niemców do Warszawy w sierpniu 1915 r. wraz z rodzicami opuściła miasto i trafiła do Moskwy, gdzie zaangażowała się w życie harcerskie. Jej działalność harcerska w tym okresie zaowocowała niewielką książeczką O skautingu polskim wydaną w 1916 r. Po przeniesieniu się do Mińska została nauczycielką przyrody i języka polskiego w gimnazjum żeńskim i męskim, kontynuując działalność w ruchu harcerskim. W 1917 r. została komendantką i weszła w skład Zarządu Koła Polek w Mińsku. Jak deklarowała we własnoręcznym życiorysie, odpowiadała za sekcję pomocy Polakom więzionym przez rosyjskich bolszewików i brała udział w akcjach odbicia więźniów.
W dniach 18–20 lutego 1918 wraz ze swoim zastępem harcerek wzięła udział w akcji zajęcia Mińska Litewskiego opanowanego przez wojska bolszewickie. W maju 1918 została zaprzysiężona członkiem Polskiej Organizacji Wojskowej. Była członkiem Komendy Naczelnej 3 POW Wschód, gdzie pełniła funkcję zastępcy kierownika biura prasowego POW. W listopadzie 1918 r. wróciła do Warszawy, by podjąć się pracy jako sanitariuszka w pociągu medycznym na trasie Warszawa–Lwów. 5 grudnia 1918 r. przyjechała do Lwowa wraz z grupą harcerek i oddziałem ochotników warszawskich, by wziąć udział w obronie Lwowa. Wraz z Marylą Zdziarską, Heleną Gepnerówną-Śliwowską, Stefanią Gepnerową, Julią i Stefanią Mierczyńśkimi, Alicją Dobrzyniecką, Jadwigą Zielińska i innymi pracowała przez kilka miesięcy w patrolach sanitarnych w przedniej linii bojowej.
W czasie wojny polsko-bolszewickiej latem 1920 r. prowadziła biuro prasy i propagandy Służby Narodowej Kobiet i redagowała pismo „Nasza Praca”.
W lutym 1931 r. zeznawała w procesie mjr. Kazimierza Kubali, który w 1930 sporządził i rozesłał memoriał oskarżający płk. Ludomiła Rayskiego.
Była współzałożycielką i wiceprezesem Centralnego Towarzystwa Ogrodów Jordanowskich, czemu poświęciła broszurę Ogród jordanowski jako wychowawca. Aktywnie angażowała się w krzewienie idei ogródków jordanowskich, uważając, że miały one za zadanie poprzez zabawę wychowywać "dziecko zdrowe, sprawne i aktywne, odpowiedzialne, uspołecznione i szanujące prawo".
Zasiadała w Komisji Odczytowej i Radzie Programowej Polskiego Radia, jednocześnie publikując niezliczoną ilość tekstów. Jej największy dorobek stanowią jednak przekłady dzieł literatury angielskiej, irlandzkiej i amerykańskiej, w tym książki Jacka Londona, Aldousa Huxleya, Donna Byrne i Sinclaira Lewisa. Za zasługi dla polskiej kultury na wniosek Polskiej Akademii Literatury została odznaczona przez Ministerstwo Wyznań Religijnych i Oświecenia Publicznego Złotym Wawrzynem Akademickim.

### II wojna światowa
Stanisława Kuszelewska postanowiła pozostać z córką w kraju na czas wojny. W czasie wojny obronnej pracowała w Szpitalu Dzieciątka Jezus. W marcu 1943 r. formalnie przystąpiła do Armii Krajowej. W czasie powstania warszawskiego, którego sens konsekwentnie kwestionowała, pełniła funkcję tak zwanej peżetki (Pomoc Żołnierzowi) w kompanii O-2 pułku „Baszta” Obwodu Mokotów Armii Krajowej, gdzie jako komendantka plutonu gospodarczego i inspektor kuchen, zajmowała się przede wszystkim sprawami gospodarczymi, tworząc centralną kuchnię. 26 września 1944 r., podczas ataku na punkt sanitarny w Al. Niepodległości 117 zginęła jej córka Mewa:
Dochodzi południe, kapral „Dzik” jest ciężko ranny, ma urwane nogi od pocisku atakującego czołgu. Wielu innych chłopców jest również ciężko rannych. Sanitariuszka Mewa przebiega, mimo szalejącego ognia rowem strzeleckim Aleją Niepodległości, aby pomóc w opatrywaniu rannych. Wkrótce czołgi niemieckie podjeżdżają tak blisko, że o ewakuacji nie może być mowy. Resztki wolno stojącego budynku są atakowane przez nieprzyjaciela ze wszystkich stron. Powstańcy są osaczeni. Odczuwają brak amunicji. Zbliża się godzina18-ta. Wkoło słychać krzyki Niemców. Podchorąży Ładzki wydaje rozkaz opuszczenia zajmowanych pozycji i przebicia się poprzez wroga do następnego stanowiska pod nr 131. Mewa odpowiada jednak zdecydowanie „jestem sanitariuszką, a więc moim obowiązkiem jest pozostać z rannymi”. Za chwilę wybiegają ostatni powstańcy, a Mewa pozostaje z kpr. Dzikiem, strzelcem Puchaczem, Bareckim i innymi. Do zrujnowanej placówki 117/119 wdzierają się Niemcy i w bandycki sposób zabijają rannych oraz sanitariuszkę Mewę. Tak ginie bohaterska kierowniczka punktu sanitarnego kompanii O-2, sanitariuszka Mewa, odznaczona pośmiertnie Krzyżem Orderu Virtuti Militari i Krzyżem Walecznych.
Tego samego dnia Stanisława Kuszelewska została aresztowana przez Niemców i osadzona w niemieckim obozie przejściowym na terenie byłych Warsztatów Kolejowych w Pruszkowie, skąd została załadowana na transport kolejowy, który kierował się na południe kraju. Udało jej się uciec w okolicach Kielc, gdzie najęła się jako szwaczka i przyłączyła do zgrupowania AK. 1 października 1944 r. została awansowana do stopnia podporucznika WP. 4 grudnia 1946 r. generał Bór-Komorowski potwierdził wniosek awansowy. W styczniu 1945 r. była świadkiem wejścia Armii Czerwonej do Krakowa. W związku z docierającymi do niej informacjami o śmierci córki, postanowiła wrócić do Warszawy.
Kiedy w styczniu 1945 roku generałowa Rayska dotarła na Niepodległości, martwa „Mewa” trzymała jeszcze w dłoniach bandaż, którego nie zdążyła użyć.
W lipcu 1945 r. przekroczyła zieloną granicę i na zawsze opuściła Polskę.

### Emigracja

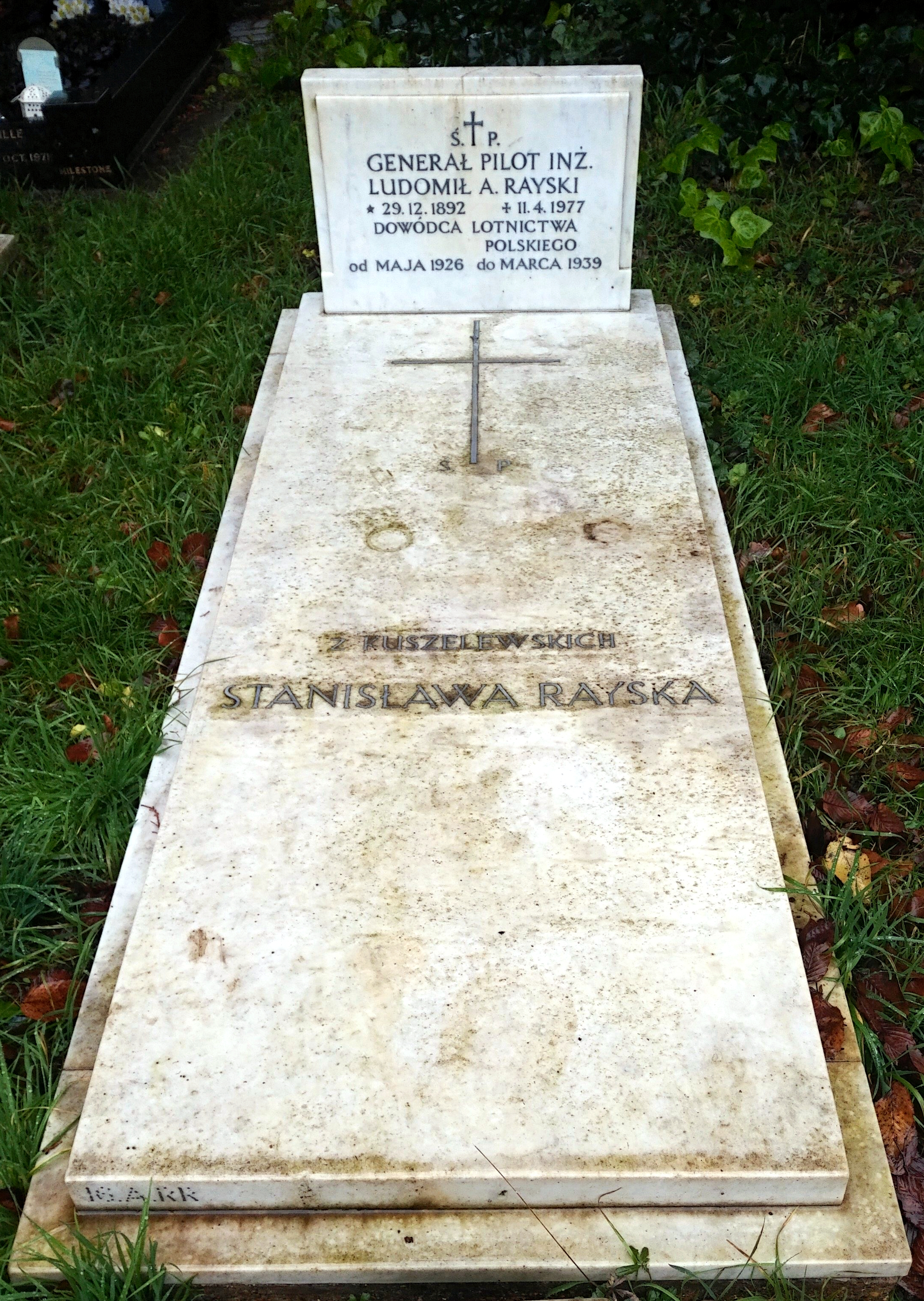
Grób Stanisławy Kuszelewskiej-Rayskiej na cmentarzu South Ealing w Londynie

Jesienią 1945 r. Kuszelewska dotarła do Kairu i rozpoczęła służbę w Kompanii Zapasowej Pomocniczej Wojskowej Służbie Kobiet. W 1947 r. przybyła do Londynu Była członkiem Stowarzyszenia Pisarzy Polskich w Londynie, które co dwa tygodnie organizowało występy w parach: prozaik i poeta. Kuszelewska występowała z Antonim Bogusławskim. By dorobić, udzielała prywatnych lekcji literatury i historii polskiej. Zmarła 24 stycznia 1966 r. i została pochowana na cmentarzu South Ealing w Londynie.

### Życie osobiste
W 1917 r. poznała Ignacego Matuszewskiego, z którym 21 kwietnia 1918 r. w Mińsku wzięła katolicki ślub i przyjęła nazwisko Matuszewska. Owocem ich związku była urodzona 7 września 1919 r. Ewa Kuszelewska-Matuszewska. Pomimo tego, ich małżeństwo zostało unieważnione przez Sąd Duchowny przy Polowej Kurii Biskupiej w Warszawie dnia 10 listopada 1927 r. Przesłanką do unieważnienia sakramentu miał być fakt, że ksiądz Jan Pajkert, sprawując funkcję Naczelnego Kapelana I Korpusu Polskiego, nie miał jurysdykcji kanonicznej do pobłogosławienia związku małżeńskiego. Po rozwodzie postanowiła wrócić do nazwiska panieńskiego, Kuszelewska. 1 września 1928 r. Stanisława Kuszelewska wyszła ponownie za mąż za generała Ludomiła Rayskiego, z którym po wojnie żyła na emigracji aż do śmierci.

## Publikacje

### Książki
- O skautingu polskim, M. Głodkowski, Moskwa 1916
- Ogród jordanowski jako wychowawca, Nasza Drukarnia, Warszawa 1938
- Zwiedzamy życie, Biblioteka Polska, Warszawa 1939
- Kobiety, Instytut Literacki, Rzym 1946
- Dziwy życia, F. Mildner & Sons, Londyn 1948

### Teksty w czasopismach
- Bluszcz
- Kobieta Współczesna
- Kurier Poranny
- Gazeta Polska
- Polska Zbrojna
- Wiadomości Literackie
- Dziennik Polski i Dziennik Żołnierza
- Wiadomości
- Tygodnik Polski

### Przekłady (m.in.)
- J. London, Serce kobiety, Towarzystwo Wydawnicze „Ignis”, Warszawa 1922
- J. London, Odyssea północy, Towarzystwo Wydawnicze „Ignis”, Warszawa 1922
- J. London, Historja Jessie Ook, „Bluszcz”, Warszawa 1923
- J. London, Na szlaku: szkice autobiograficzne, Towarzystwo Wydawnicze „Ignis”, Warszawa 1923
- J. London, Martin Eden [t. I, t. II], Towarzystwo Wydawnicze „Ignis”, Warszawa 1923
- J. London, Zew krwi, Towarzystwo Wydawnicze „Ignis”, Warszawa 1924
- J. London, Bóg ojców jego, Towarzystwo Wydawnicze „Ignis”, Warszawa 1924
- J. London, Prawo białego człowieka, Wydawnictwo „Bibljoteki Groszowej”, Warszawa 1925
- J. London, Miłość życia: wybór nowel [t. I, t. II], Wydawnictwo Bibljoteki Dzieł Wyborowych, Warszawa 1925
- J. London, Przygoda, E. Wende i spółka, Warszawa 1925
- J. London, Wierność mężczyzny, Towarzystwo Księgarni Polskich na Kresach, Warszawa 1926
- J. London, Pogarda kobiet, Towarzystwo Wydawnicze „Rój”, Warszawa 1926
- J. London, Biały kieł, Towarzystwo Wydawnicze „Rój”, Warszawa 1926
- J. London, Martin Eden [t. III, t. IV], E. Wende i spółka, Warszawa 1926
- D. Byrne, Messer Marco Polo, Warszawa: Nakład T-wa Wydawniczego; Kraków: Wydawnictwo J. Mortkowicza, 1927
- J. London, Szkarłatna dżuma, Towarzystwo Wydawnicze „Rój”, Warszawa 1927
- J. F. Cooper, Ostatni Mohikanin: powieść w dwóch częściach, Księgarnia św. Wojciecha, Poznań 1927
- J. London, Żółwie Tasmana, Towarzystwo Wydawnicze „Rój”, Warszawa 1927
- J. London, Córka śniegów, Towarzystwo Wydawnicze „Rój”, Warszawa 1928
- J. F. Cooper, Pionierowie, Księgarnia św. Wojciecha, Poznań 1929
- J. London, Dolina Księżyca, Ks. 1 „Klęska”, Towarzystwo Wydawnicze „Rój”, Warszawa 1929
- A. Munthe, Księga o ludziach i zwierzętach, Wydawnictwo J. Przeworskiego, Warszawa 1930
- J. London, Dolina Księżyca, Ks. 2 „Szczęście”, Towarzystwo Wydawnicze „Rój”, Warszawa 1930
- J. Erskine, Życie prywatne pięknej kobiety, Towarzystwo Wydawnicze „Rój”, Warszawa 1930
- L. Sinclair, Samuel Dodsworth, Wydawnictwo „Gutenberg” Fergo i Ska, Kraków 1932
- D. Byrne, Dom Kata, Towarzystwo Wydawnicze „Rój”, Warszawa 1932
- A. Huxley, Nowy, wspaniały świat, Towarzystwo Wydawnicze „Rój”, Warszawa 1932
- A. Huxley, Drwiący piłat, Towarzystwo Wydawnicze „Rój”, Warszawa 1935
- J. London, Miłość życia, Towarzystwo Wydawnicze „Rój”, Warszawa 1935
- A. Huxley, Nad Zatoką Meksykańską, J. Przeworski, [obwol.] Galewski i Dau, Warszawa 1938
- J. London, Wilk morski, War Relief Services National Catholic Welfare Conference, Rzym 1946

## Ordery i odznaczenia
- Krzyż Niepodległości (17 marca 1932)[17][18]
- Złoty Krzyż Zasługi (11 listopada 1936)[19]
- Złoty Wawrzyn Akademicki[6]